# Supercopa da CAF
A Supercopa da CAF (em inglês: CAF Super Cup) é um torneio de futebol realizado em jogo único, semelhante a Supercopa da UEFA e a Recopa Sul-Americana, organizado pela Confederação Africana de Futebol (CAF) desde 1993. É disputada anualmente pelos clubes africanos vencedores da Liga dos Campeões da CAF e da Copa das Confederações da CAF.

## Campeões
| Temporada | Campeão           | Resultado      | Vice-Campeão    | Estadio                          | Cidade        |
| --------- | ----------------- | -------------- | --------------- | -------------------------------- | ------------- |
| 1993      | Africa Sports     | 2–2 (5–3 d.p.) | Wydad           | Estádio Félix Houphouët-Boigny   | Abidjã        |
| 1994      | Zamalek           | 1–0            | Al-Ahly         | Soccer City                      | Johannesburgo |
| 1995      | Espérance         | 3–0            | Motema Pembe    | Estádio de Alexandria            | Alexandria    |
| 1996      | Orlando Pirates   | 1–0            | JS Kabylie      | Soccer City                      | Johannesburgo |
| 1997      | Zamalek           | 0–0 (4–2 d.p.) | Al Mokawloon    | Estádio Internacional do Cairo   | Cairo         |
| 1998      | Étoile du Sahel   | 2–2 (4–2 d.p.) | Raja Casablanca | Estádio Mohammed V               | Casablanca    |
| 1999      | Mimosas           | 3–1            | Espérance       | Estádio Félix Houphouët-Boigny   | Abidjã        |
| 2000      | Raja Casablanca   | 2–0            | Africa Sports   | Estádio Mohammed V               | Casablanca    |
| 2001      | Hearts of Oak     | 2–0            | Zamalek         | Estádio Desportivo Baba Yara     | Kumasi        |
| 2002      | Al-Ahly           | 4–1            | Kaizer Chiefs   | Estádio Internacional do Cairo   | Cairo         |
| 2003      | Zamalek           | 3–1            | Wydad           | Estádio Internacional do Cairo   | Cairo         |
| 2004      | Enyimba           | 1–0            | Étoile du Sahel | Estádio Internacional de Enyimba | Aba           |
| 2005      | Enyimba           | 2–0            | Hearts of Oak   | Estádio Internacional de Enyimba | Aba           |
| 2006      | Al-Ahly           | 0–0 (4–2 d.p.) | FAR Rabat       | Estádio Internacional do Cairo   | Cairo         |
| 2007      | Al-Ahly           | 0–0 (5–4 d.p.) | Étoile du Sahel | Estádio de Adis Abeba            | Adis Abeba    |
| 2008      | Étoile du Sahel   | 2–1            | Sfaxien         | Estadio Olímpico de Radès        | Radès         |
| 2009      | Al-Ahly           | 2–1            | Sfaxien         | Estádio Internacional do Cairo   | Cairo         |
| 2010      | Mazembe           | 2–0            | Stade Malien    | Estádio Frederic Kibassa Maliba  | Lubumbashi    |
| 2011      | Mazembe           | 0–0 (9–8 d.p.) | FUS Rabat       | Estádio Frederic Kibassa Maliba  | Lubumbashi    |
| 2012      | Maghreb Fez       | 1–1 (4–3 d.p.) | Espérance       | Estadio Olímpico de Radès        | Radès         |
| 2013      | Al-Ahly           | 2–1            | Léopards        | Estádio Borg El Arab             | Alexandria    |
| 2014      | Al-Ahly           | 3–2            | Sfaxien         | Estádio Internacional do Cairo   | Cairo         |
| 2015      | ES Sétif          | 1–1 (6–5 d.p.) | Al-Ahly         | Estádio Mustapha Tchaker         | Blida         |
| 2016      | Mazembe           | 2–1            | Étoile du Sahel | Estádio TP Mazembe               | Lubumbashi    |
| 2017      | Mamelodi Sundowns | 1–0            | Mazembe         | Estádio Loftus Versfeld          | Pretória      |
| 2018      | Wydad             | 1–0            | Mazembe         | Estádio Mohammed V               | Casablanca    |
| 2019      | Raja Casablanca   | 2–1            | Espérance       | Estádio Al-Gharafa               | Al Rayyan     |
| 2020      | Zamalek           | 3–1            | Espérance       | Estádio Al-Gharafa               | Al Rayyan     |
| 2021      | Al-Ahly           | 2–0            | Berkane         | Estádio Jassim bin Hamad         | Doha          |
| 2021–22   | Al-Ahly           | 1–1 (6–5 d.p.) | Raja Casablanca | Estádio Al-Gharafa               | Al Rayyan     |
| 2022      | Berkane           | 2–0            | Wydad           | Estádio Príncipe Moulay Abdellah | Rabat         |
| 2023      | USM Alger         | 1–0            | Al-Ahly         | Estádio Internacional Rei Fahd   | Riade         |
| 2024      | Zamalek           | 1–1 (4–3 d.p.) | Al-Ahly         | Kingdom Arena                    | Riade         |

## Conquistas por clube
| Clube             | Campeonatos | Vice-campeonatos | Edições como campeão                               | Edições como vice-campeão |
| ----------------- | ----------- | ---------------- | -------------------------------------------------- | ------------------------- |
| Al-Ahly           | 8           | 4                | 2002, 2006, 2007, 2009, 2013, 2014, 2021 e 2021–22 | 1994, 2015, 2023 e 2024   |
| Zamalek           | 5           | 1                | 1994, 1997, 2003, 2020 e 2024                      | 2001                      |
| Mazembe           | 3           | 2                | 2010, 2011 e 2016                                  | 2017 e 2018               |
| Étoile du Sahel   | 2           | 3                | 1998 e 2008                                        | 2004, 2007 e 2016         |
| Raja Casablanca   | 2           | 2                | 2000 e 2019                                        | 1998 e 2021–22            |
| Enyimba           | 2           |                  | 2004 e 2005                                        |                           |
| Espérance         | 1           | 4                | 1995                                               | 1999, 2012, 2019 e 2020   |
| Wydad Casablanca  | 1           | 2                | 2018                                               | 1993 e 2003               |
| Africa Sports     | 1           | 1                | 1993                                               | 2000                      |
| Hearts of Oak     | 1           | 1                | 2001                                               | 2005                      |
| Berkane           | 1           | 1                | 2022                                               | 2021                      |
| Orlando Pirates   | 1           |                  | 1996                                               |                           |
| ASEC Mimosas      | 1           | 1999             |                                                    |                           |
| MAS Fez           | 1           | 2012             |                                                    |                           |
| Sétif             | 1           | 2015             |                                                    |                           |
| Mamelodi Sundowns | 1           | 2017             |                                                    |                           |
| USM Alger         | 1           | 2023             |                                                    |                           |
| Sfaxien           |             | 3                |                                                    | 2008, 2009 e 2014         |
| Motema Pembe      | 1           | 1995             |                                                    |                           |
| Kabylie           | 1           | 1996             |                                                    |                           |
| Arab Contractors  | 1           | 1997             |                                                    |                           |
| Kaizer Chiefs     | 1           | 2002             |                                                    |                           |
| FAR Rabat         | 1           | 2006             |                                                    |                           |
| Stade Malien      | 1           | 2010             |                                                    |                           |
| FUS Rabat         | 1           | 2011             |                                                    |                           |
| Léopards          | 1           | 2013             |                                                    |                           |

## Conquistas por país
| País               | Campeonatos | Vice-campeonatos |
| ------------------ | ----------- | ---------------- |
| Egito              | 13          | 6                |
| Marrocos           | 5           | 8                |
| Tunísia            | 3           | 9                |
| RD Congo[B]        | 3           | 3                |
| Costa do Marfim    | 2           | 1                |
| África do Sul      | 2           | 1                |
| Argélia            | 2           | 1                |
| Nigéria            | 2           | 0                |
| Gana               | 1           | 1                |
| Mali               | 0           | 1                |
| República do Congo | 0           | 1                |